# Simon Gougnard
Simon Gougnard, né le 17 janvier 1991, est un joueur de hockey sur gazon international belge évoluant au poste de milieu de terrain. Il commence à jouer à l'âge de 5 ans au club des Pingouins de Nivelles. Il rejoint après le club du Waterloo Ducks à l'âge de 12 ans où il remporte le titre de champion de Belgique lors de la saison 2008-2009. Simon va alors poursuivre sa carrière de hockeyeur à l'étranger où il jouera une saison pour le HC Tilburg (2009-2010), deux saisons à l'Oranje Zwart Eindhoven (2010-2012), avec qui il remporte une médaille de bronze à l'EHL en 2011.Simon décide ensuite de revenir jouer une saison au Royal Racing Club de Uccle. Il retournera ensuite jouer aux Pays-Bas pour le HC Bloemendaal pendant deux ans (2013-2015), après quoi il retournera défendre les couleurs des Rats du Racing pendant deux ans (2015-2017), alors que les Red Lions entament leur préparation pour les Jeux Olympiques de Rio de 2016. En 2017, Simon signe pour deux ans au Waterloo Ducks, où il ira chercher le titre de Champion d'Europe en gagnant la finale de l'EHL à Eindhoven le 22 avril 2019. Simon Gougnard annonce alors relever un nouveau défi et poursuivre sa carrière au Koninklijke Hockey Club de Leuven pour les trois saisons suivantes.

Notons également sa participation active au sein de l'équipe nationale belge des Red Lions, avec qui il va chercher une cinquième place aux Jeux Olympiques de Londres en 2012, une médaille d'argent à ceux de Rio en 2016, et le titre de Champion du Monde en décembre 2018 à Bhubaneswar en Inde.

Simon fait partie des 5 nommés aux titres de FIH Young Start Player de 2012, Sticks d'or du championnat belge de 2017-2018, et FIH Hockey Star Award 2018.

## Palmarès
- 2e aux Jeux olympiques d'été de 2016
- Vainqueur de la Coupe du monde de hockey sur gazon 2018
- Vainqueur de la Coupe d'Europe en 2019
- Champion Olympique en 2021
- Finaliste à la Coupe du monde en 2023